# 高木聖雨
高木 聖雨（たかき せいう、1949年9月8日 - ）は、日本の書家。本名は茂行。高木聖鶴の息子。教え子に中塚翠涛がいる。
岡山県総社市生まれ。1968年関西高等学校卒業後、1973年大東文化大学文学部日本文学科卒業。青山杉雨・成瀬映山に師事。大東文化大学文学部書道学科教授、大東文化大学書道研究所所長、公益財団法人全国書道美術振興会理事長、北京大学書法藝術研究所客員教授、読売書法展常任総務、謙慎書道会理事長などを歴任。2015年、改組新第2回日展文部科学大臣賞を受賞。2016年、日本芸術院賞・恩賜賞を受賞。2017年、第13回マルセンスポーツ文化賞を受賞。2020年12月に日本芸術院会員就任。2024年11月文化功労者。

## 書籍
- 『Q&A方式『書』の落款ハンドブック』2000年　ISBN 9784839387020
- 『プロに学ぶ書のテクニック 5 潤渇』2001年　ISBN 9784839387129
- 『古代文字レッスンブック』2004年　ISBN 9784839387495
- 『古典名句を書く篆書篇』2006年　ISBN 9784839387563
- 『おとなの手習い漢字書道入門』2008年　ISBN 9784875861546

## 編著
- 『標準隷書字典』2000年　ISBN 9784544012460
- 『臨書を楽しむ 1 欧陽詢九成宮醴泉銘』2003年　ISBN 9784544150018
- 『「書」の落款ハンドブック: 漢字書かな書対応』2014年　ISBN 9784490208528